# Генри, Майк (игрок в американский футбол)
Майк Генри (англ. Michael Dennis Henry, 15 августа 1936, Лос-Анджелес, Калифорния — 8 января 2021, Бербанк, Калифорния) — американский спортсмен, специализировался в американском футболе, и киноактёр, известен исполнением роли Тарзана в кинолентах 1960-х годов.

## Биография
Учился в средней школе Белла в Лос-Анджелесе, где был замечен выпускником USC Trojans Джоном Ферраро, который организовал для него просмотр в USC. Он учился в USC и был одним из капитанов футбольной команды USC Trojans 1957 года. Выступал за профессиональные клубы «Питтсбург Стилерз» и «Лос-Анджелес Рэмс». За свою карьеру, продлившуюся до 1964 года, провёл 76 матчей.
Мускулистый спортсмен обратил на себя внимание продюсеров кинокомпании «Warner Bros.». Генри получил свой первый актёрский опыт в 1957 году, когда сыграл небольшую роль в криминальном фильме «Нарушители комендантского часа». В 1963 году последовали две небольшие роли в сериалах «Госпиталь общего профиля» и «Сансет Стрип, 77», а также две роли в фильмах «Лето ожидания» и «В раю рушится ад», в последних двух ролях он не был указан в титрах.
Самой заметной ролью в кино Майкла Генри стало исполнение главной роли в трёх фильмах 1960-х годов «Тарзан и Долина Золота» (1966), «Тарзан и Великая река» (1967), и «Тарзан и мальчик из джунглей» (1968), которые были сняты один за другим. В то время критики говорили, что темноволосый, с квадратной челюстью, мускулистый Генри напоминал классические иллюстрации обезьяны больше, чем любой другой актёр, который взял бы на себя эту роль. Последовавшее предложение NBC сыграть роль Тарзана в запланированном телесериале Генри отклонил. Роль досталась Рону Эли.
Генри, возможно, хорошо известен кинозрителям ролью тупого сына персонажа Джеки Глисона «Джуниора» в популярном фильме «Полицейский и бандит», главные роли в котором сыграли Берт Рейнольдс и Салли Филд.
Генри сыграл коррумпированного тюремного охранника в фильме «Самый длинный двор» (1974). Среди ролей Генри сержант Ковальски в фильме Зеленые береты (1968), Люк Санти в Больше мертвых, чем живых (1968) и коррумпированный шериф «Голубой Том» Хендрикс в Река Лобо (1970). Он также снялся с Чарльтоном Хестоном в трёх фильмах: футбольное кино Номер один (1969), Скайджек (1972) и Сойлент Грин (1973).
Генри сыграл подполковника Дональда Пенобскота в эпизоде телесериала M * A * S * H. В другой роли на околофутбольную тему он изобразил Таташора, одного из членов банды, похитившей Ларри Бронко (Ларри Чонка) в эпизоде "Пропал один из наших бегунов" сериала «Человек на шесть миллионов долларов».
После постановки диагноза Болезнь Паркинсона Генри ушёл из актёрской профессии в 1988 году.
Умер в медицинском центре Провиденс-Сент-Джозеф в Бербанке, Калифорния, причиной смерти стала хроническая травматическая энцефалопатия, осложнённая болезнью Паркинсона — результата травм головы, полученных в годы игры в американский футбол.
Жена — Шерил Генри, поженились в 1984 году. В браке родилась дочь, Шеннон Ноубл.